# Jakko Jan Leeuwangh
Jakko Jan Leeuwangh (ur. 9 września 1972 w Alkmaarze) – holenderski łyżwiarz szybki, dwukrotny medalista mistrzostw świata.

## Kariera
Pierwszy medal w karierze Jakko Jan Leeuwangh zdobył w 1992 roku, kiedy zajął trzecie miejsce w wieloboju podczas mistrzostw świata juniorów w Warszawie. W zawodach tych wyprzedzili go jedynie jego rodak Jeroen Straathof oraz Japończyk Hiroyuki Noake. W 1998 roku wystartował na igrzyskach olimpijskich w Nagano, zajmując czwarte miejsce w biegu na 1000 m. Walkę o medal przegrał tam z Hiroyasu Shimizu z Japonii. Na tych samych igrzyskach zajął 21. miejsce na dwukrotnie krótszym dystansie. Na rozgrywanych rok później mistrzostwach świata na dystansach w Heerenveen zdobył brązowe medale na obu tych dystansach. W biegu na 500 m wyprzedzili go jedynie Hiroyasu Shimizu i rodak Erben Wennemars, a na 1000 m najlepszy był Jan Bos z Holandii, a drugie miejsce zajął Shimizu. W tym samym roku był też czwarty podczas sprinterskich mistrzostw świata w Calgary, gdzie w walce o podium lepszy okazał się Shimizu. Kilkukrotnie stawał na podium zawodów Pucharu Świata, odnosząc przy tym sześć zwycięstw. najlepsze wyniki osiągnął w sezonie 1999/2000, kiedy był drugi w klasyfikacji końcowej 1000 m.
W 2000 roku w Calgary  ustanowił rekord świata w biegu na 1000 m.